# 聯合國婦女地位委員會
聯合國婦女地位委員會（英語：The Commission on the Status of Women，簡稱）成立於1946年6月21日，是聯合國經濟及社會理事會屬下的委員會。它是專門為性別平等和全球提高婦女地位主要決策機構。會員國的代表每年聚集在紐約的聯合國總部開會以促進全球兩性平等和賦予婦女權力。婦女地位委員會共有45個會員，理事會任期4年，由選舉產生。
2022年11月，因玛莎·阿米尼遇害身亡及当局对人权运动人士的镇压，伊朗被驱逐出妇女地位委员会。

## 始創會員
聯合國婦女地位委員會有15個始創會員：
- Jessie Mary Grey Street 澳洲
- Evdokia Uralova 白俄羅斯蘇維埃社會主義共和國
- 徐亦蓁 中華民國->中華人民共和國
- Graciela Morales F. de Echeverria 哥斯達黎加
- Bodil Begtrup 丹麥
- Marie Helene Lefaucheux 法國
- Sara Basterrechea Ramirez 危地馬拉
- Shareefah Hamid Ali 印度
- Amalia C de Castillo Ledon 墨西哥
- Alice Kandalft Cosma 敘利亞
- Mihri Pektas 土耳其
- Elizavieta Alekseevna Popova 蘇聯
- Mary Sutherland 英國
- Dorothy Kenyon 美國
- Isabel de Urdaneta 委內瑞拉